# Наропа
Наропа (санскрит: Naḍapāda, 956—1040) — учитель буддизма, один из 84-х махасиддхов, монах, а впоследствии йогин, тантрийский учитель, ученик Тилопы и брат Нигумы, отец-основатель традиции тибетского буддизма Кагью. 
Одним из наиболее примечательных его учеников был Марпа.

## Биография
Наропа считается одним из основателей линии Кагью, проявил себя как выдающийся учёный и мастер медитации. В соответствии с учением, которое дал ему Тилопа, он развил практическую систему «Шесть йог Наропы», дающую ученикам ощутить Просветление (санскр. - бодхи).

### Ранние годы и юность
Согласно традиции, Наропа родился в царской семье. По другим источникам, он родился в семье виноторговца.Известно что когда он родился, он выстрелил молнией из пупа и в тот же миг у него за ухом появился цветок лотоса -  символ просветлённого ума  В возрасте восьми лет он испросил разрешения отправиться в Кашмир, чтобы углубить там своё образование. Он учился там у самых выдающихся наставников (буддистов и не-буддистов) искусствам, наукам, грамматике, риторике и логике. Затем он вернулся к родителям и женился на молодой брахманке Вималадипи; они прожили вместе восемь лет, и за это время она стала его ученицей. Однако он попросил её  о расторжении брака, чтобы иметь возможность продолжить свою учёбу в Кашмире. Он был принят послушником (саманера), проучился три года и стал известен своей эрудицией и замечательными способностями.

### Монашество в Наланде
В двадцать восемь лет Наропа уехал из Кашмира в Пуллахари. Он поступил в буддийский университет Наланда, которым руководили тогда четыре великих буддийских учителя. После кончины одного из них он был избран на освободившийся пост и, получив имя «Абхаякирти», стал одним из настоятелей Наланды — «Стражем северных врат». Слава его распространилась широко и имела следствием многочисленные обращения в буддизм представителей разных варн.
В Наланде он преподавал восемь лет. Согласно его жизнеописанию, однажды, когда он изучал книги, старуха, обладающая тридцатью семью неприятными чертами, появилась перед ним. Будучи воплощением Ваджрадакини, она раскрыла ему бесполезность книжного знания и рассказала, что её «брат» Тилопа мог бы передать ему особое истинное знание. Наропа оставил своё высокое положение в университете, забросил книги и пустился на поиски Учителя.

### Ученичество у Тилопы
Тилопа подверг его двенадцати тяжёлым испытаниям, каждое из которых завершалось передачей важного поучения. Всего Наропа пробыл под учительством Тилопы около двадцати лет. К Наропе два раза приезжал из Тибета паломник-переводчик Марпа, получивший от него посвящения в глубокие тантры и наставления по Махамудре. Наропа же до конца жизни оставался в Пуллахари, где и умер в возрасте 85-ти лет. 
Одно из немногих исторических свидетельств о последнем периоде жизни Наропы принадлежит тибетскому переводчику Нагцо (также известен как Нагцо-лоцава и Нагцо Цултим Гьялва), который, ожидая в монастыре Викрамашила случая встретиться с Атишей, пытался навестить и Наропу в Пуллахари:
Поскольку я пришёл, чтобы повидать Владыку Атишу, всего лишь как простой монах, и поскольку тот на целый год задержался в Магадхе, я подумал, не навестить ли мне Наропу, раз уж он так великославен. Я месяц шёл на юг от Магадхи, и прослышал, что владыка остановился в монастыре, называемом Пуллахари. От возможности увидать его возникала величайшая заслуга. Тем днём, что я прибыл туда, мне сообщили, что некий царевич прибыл к нему для оказания почестей. Я пошёл туда, и увидел огромный воздвигнутый им престол. Я сел прямо напротив него. Толпа начала перешёптываться: "Владыка идёт!" Я взглянул на него: владыка был довольно упитанный, его седые волосы до красноты были умащены хной и увенчаны тюрбаном, крашеным киноварью. Четверо человек несли его паланкин, сам он жевал листья бетеля. Я коснулся его стопы и подумал: "Нужно обязательно послушать, что он изволит провозгласить". Однако люди, напирая всё сильнее и сильнее, оттеснил меня от его стоп и в конце концов совсем выдавили из толпы. Так что, хотя я и видел лик владыки, но его голоса на самом деле так и не услыхал.

#### Перевод на русский язык жизнеописания Наропы
В книге «Буддийские мастера-маги» (это перевод труда Абхаядатты "Жизнеописания 84-х махасиддхов) М. ОРИЕНТАЛИЯ. 2011 содержится жизнеописание Тилопы (см. указ. соч., с. 90).
Также в книге «Львы Будды» (это также перевод указ. соч. с санскрита) содержится агиография Тилопы. См. «Львы Будды», М., 1997, жизнеописание № 22 «Тилопа».

## Перерождения Наропы
В школе тибетского буддизма гелуг считается, что после смерти Наропа ещё пять раз переродился в Индии, затем четыре раза в Тибете, а после этого его воплощения стали находить в Монголии. Первое монгольское воплощение Наропы было найдено в Сайн-Нойон-ханском аймаке в 1699 году. В 1772 году хубилган Наропы, ставший известным под титулом Наро-Панчен-хутухта (Наро Банчэн, Нарванчин), получил официальную печать, что закрепило его статус в религиозной иерархии Монголии. Монастырь, в котором проживали хубилганы Наропы совместно с хубилганами Тилопы, располагался на территории современного сомона Тайшир аймака Говь-Алтай. С конца XVII века по сей день всего было определено семь воплощений Наро-Панчен-хутухты:
- Наро-Панчен-хутухта I Бадамдорж (1699—1737)
- Наро-Панчен-хутухта II Наваанчойранданзанжамц (1738‐1817)
- Наро-Панчен-хутухта III Тугжжав (1818‐1860)
- Наро-Панчен-хутухта IV Бирваа (1861‐1883)
- Наро-Панчен-хутухта V Пурэвжав (1884‐1903)
- Наро-Панчен-хутухта VI Жугдэрнамжил (1904‐?)
- Наро-Панчен-хутухта VII Данзанлхүндэв (род. 1993)